# سلمى حاج

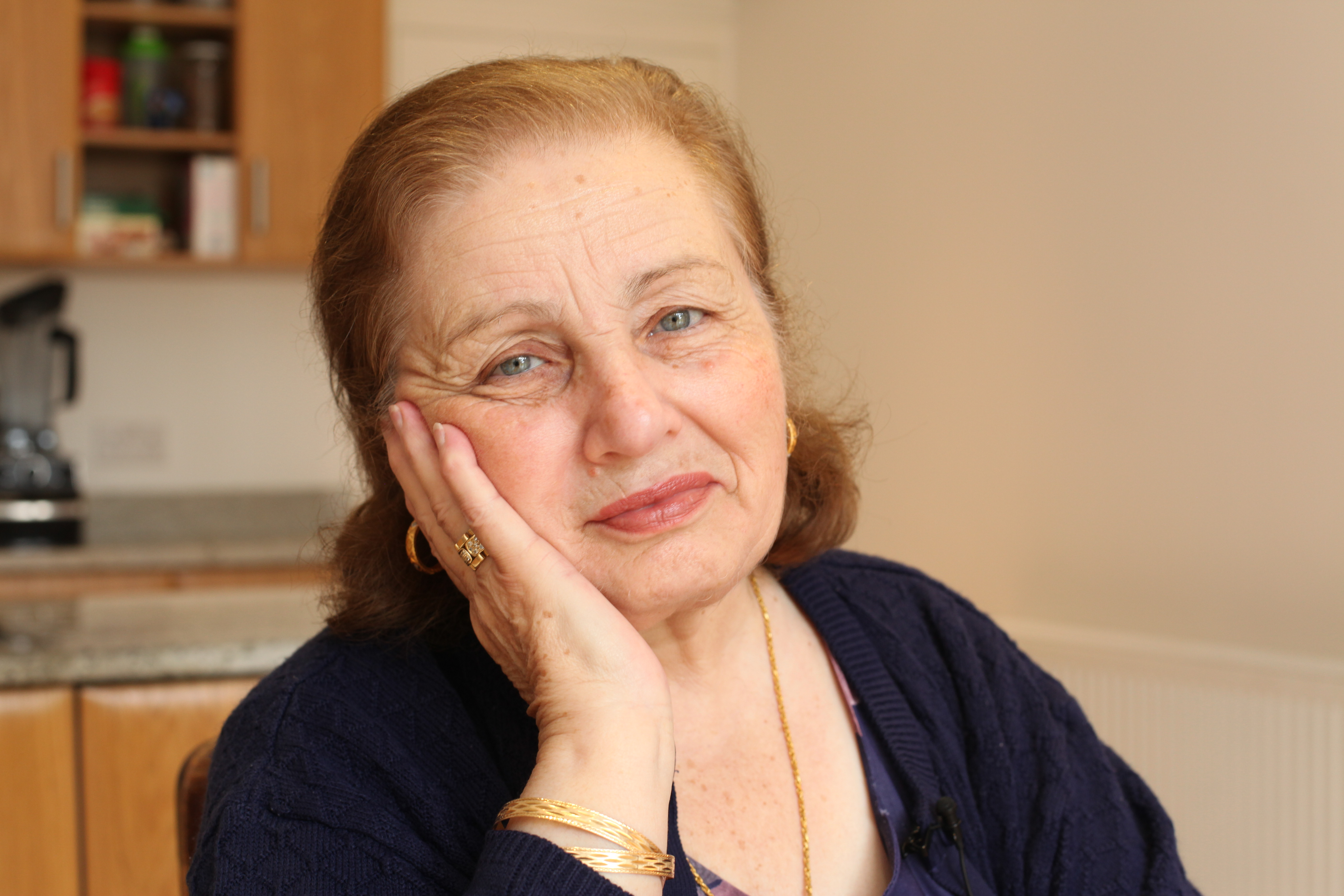
سلمى حاج

سلمى حاج (مواليد 8 يناير 1942)، هي طباخة ومؤلفة لبنانية. صاحبة كتاب الطبخ الأكثر مبيعا «المطبخ اللبناني». حصلت على جائزة جيمس بيرد، عن كتابها الثاني «الطبخ شرق أوسطي» 